# Benátky (Svitavyi járás)
Benátky település Csehországban, a Svitavyi járásban. Benátky Čistá, Janov, Osík, Litomyšl és Strakov településekkel határos. Lakosainak száma 403 fő (2024. január 1.).

## Népesség
A település lakosságának változását az alábbi diagram mutatja:
| Lakosok száma | 484  | 468  | 431  | 308  | 288  | 350  | 366  | 372  | 374  | 403  |
|               | 1869 | 1900 | 1921 | 1961 | 1980 | 2011 | 2016 | 2019 | 2021 | 2024 |